# Parawalesoma castaneum
Parawalesoma castaneum är en mångfotingart som beskrevs av Karl Wilhelm Verhoeff 1937. Parawalesoma castaneum ingår i släktet Parawalesoma och familjen orangeridubbelfotingar. Inga underarter finns listade i Catalogue of Life.